# Aladár Paasonen
Aladár Antero Zoltán Béla Gyula Árpád Paasonen (Budapest 1898. december 11. – Flourtown, Pennsylvania, USA 1974. július 6.) finn és magyar származású ezredes. Szülei Heikki Paasonen nyelvész és Paskay Mariska. A téli háború alatt a finn főhadiszállás felderítőegységének parancsnoka volt.
Paasonen 1918-ban a fehérek oldalán alhadnagyként részt vett a finn polgárháborúban. A katonai iskola elvégzése után 1920-ban hadnaggyá léptették elő. Jó nyelvtudása miatt 1921-ben Franciaországba küldték, hogy a Saint-Cyrin gyalogsági iskolában tanuljon. 1922-től a Francia Katonai Iskolában (École Supérieure de Guerre) tanult, 1924-ig, ugyanott, ahol Charles de Gaulle őrnagy is.
1923-ban századossá, 1926-ban őrnaggyá és 1929-ben alezredessé léptették elő. 1931 és 1933 között Moszkvában, majd 1933-ban Berlinben katonai attaséként szolgált.

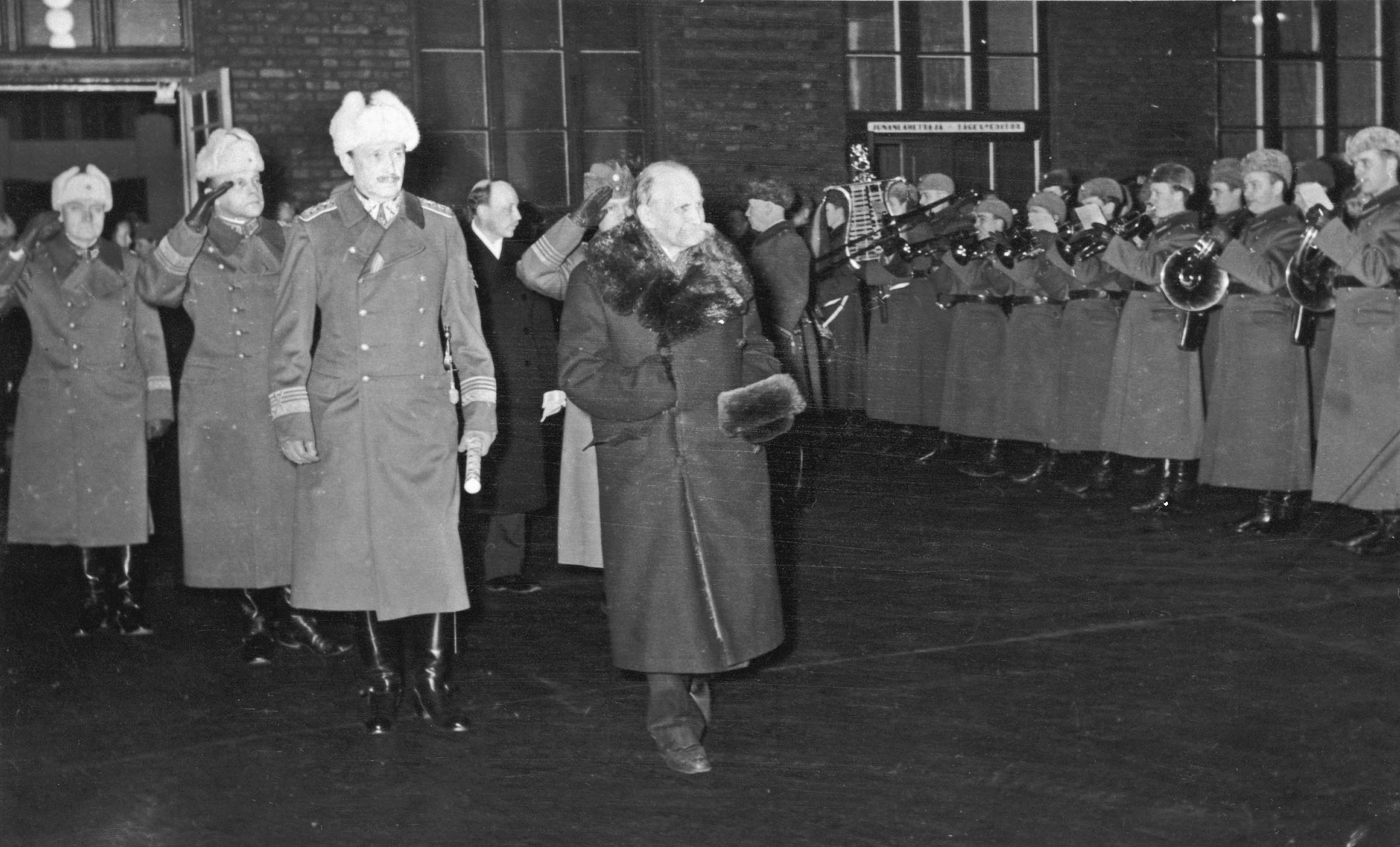
Kyösti Kallio (jobbról az első) a Helsinki pályaudvarban röviddel halála előtt, mögötte Paasonen

1937-ben Kyösti Kallio finn elnök szárnysegédjévé nevezték ki, ezredesi rendfokozatban. Éppen ő és Aksel Airo ezredes volt az, aki elkapta a sérült elnököt a helsinki vasúti állomáson, mielőtt leesett volna a vonatról, nem pedig Mannerheim marsall, ahogy az általános közvélemény tartja.
Paasonen a téli háború előtt tagja volt a Moszkvába küldött finn delegációnak, többek között Juho Kusti Paasikivivel (a későbbi elnökkel) és Nykoppal együtt. A téli háborúban Paasonent Párizsba küldték, ahol fegyvereket és a védelemhez szükséges dolgokat kellett beszereznie. A háborúban az 5. gyalogos hadosztály parancsnoka volt, 1941-ben és 1942-ben a Karjalai-szorosban és Kelet-Karjalában szolgált. 1942 és 1944 között a Mannerheim marsall által felállított főhadiszállás felderítőegységének a parancsnoka volt. Amikor a marsall a svájci Lausanne-ba vonult vissza nyugdíjasként, Paasonen volt a leghűségesebb társa.
A háború után, 1945 tavaszán Reino Hallamaa ezredessel együtt elhagyta Finnországot, Svédországban a németeket támogató finn ellenállással tartotta a kapcsolatot. Egy ideig Svédországban tartózkodott, majd a francia felderítés szolgálatában állt Németországban 1945 és 1947 között, valamint Spanyolországban 1947 és 1948 kötött. 1948 és 1952 között Mannerheim emlékiratain dolgozott Svájcban. 1955 és 1963 között a CIA szolgálatában állt Nyugat-Németországban, utolsó éveit nyugdíjasként az Amerikai Egyesült Államokban töltötte, ahol 1974. július 6-án hunyt el. Hamvait Helsinkiben, a Hietaniemi temetőben helyezték végső nyugalomra.